# Proboscidea (planta)

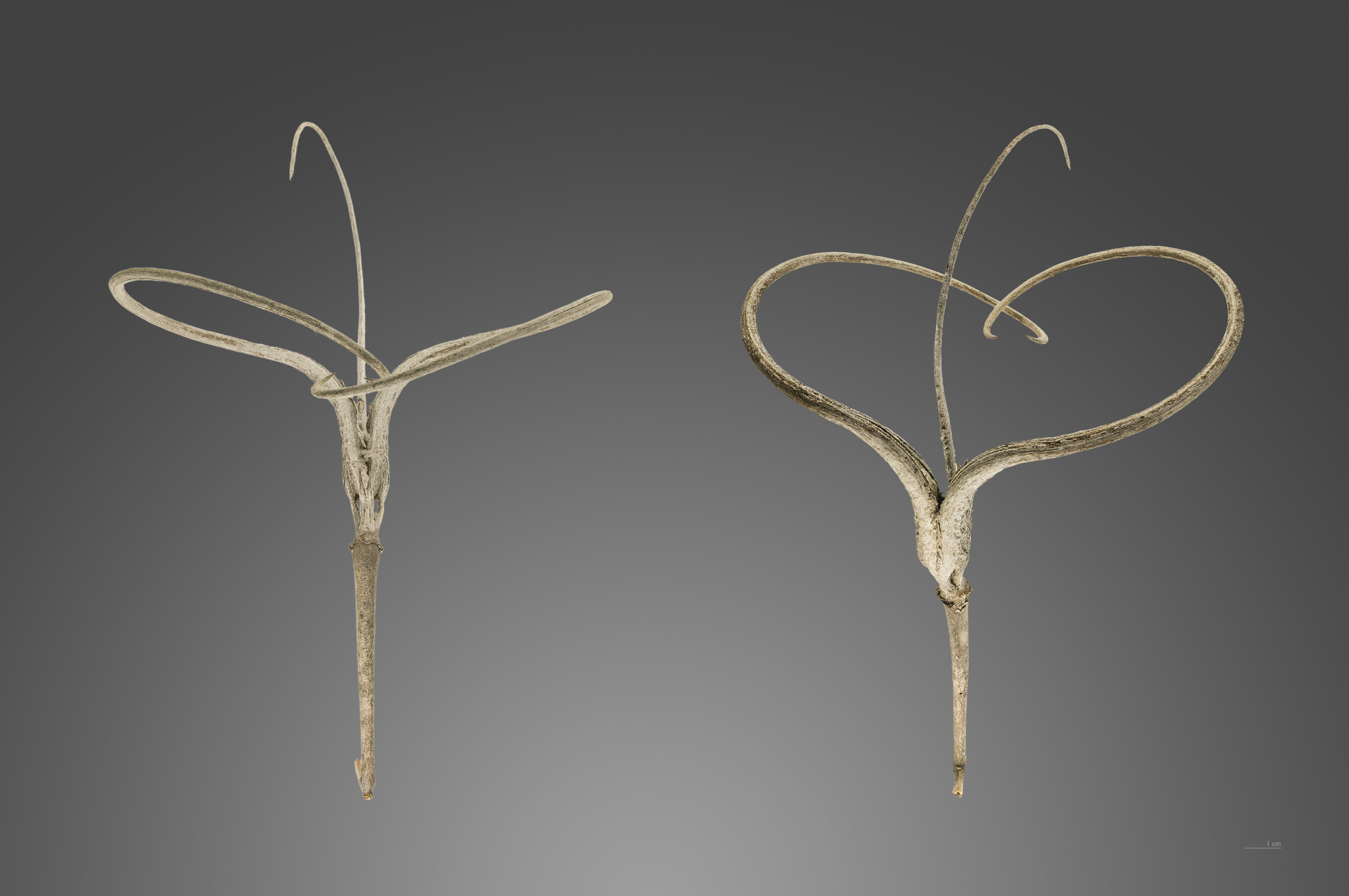
Proboscidea althaeifolia – fruta - MHNT

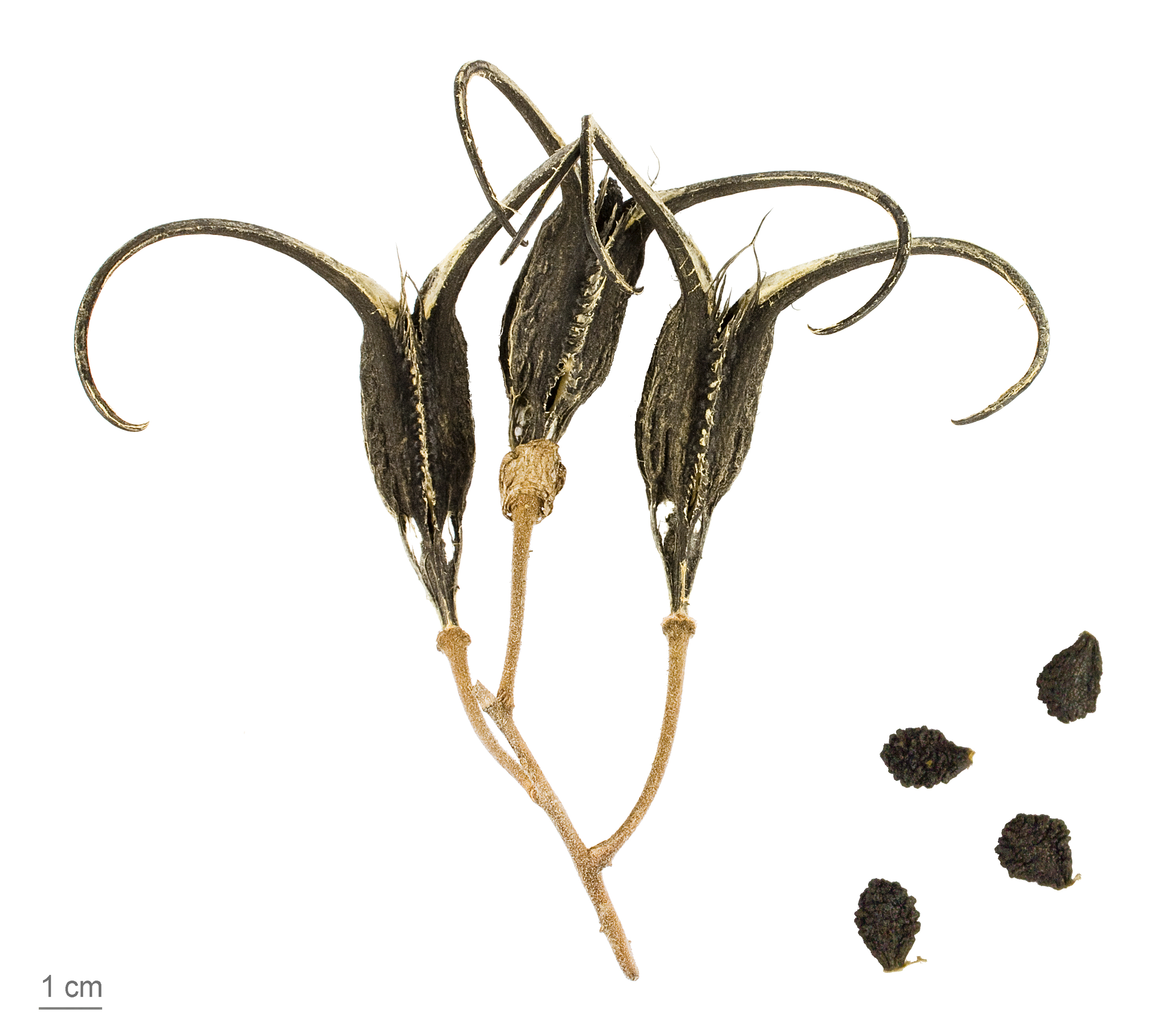
Proboscidea parviflora – fruta - MHNT

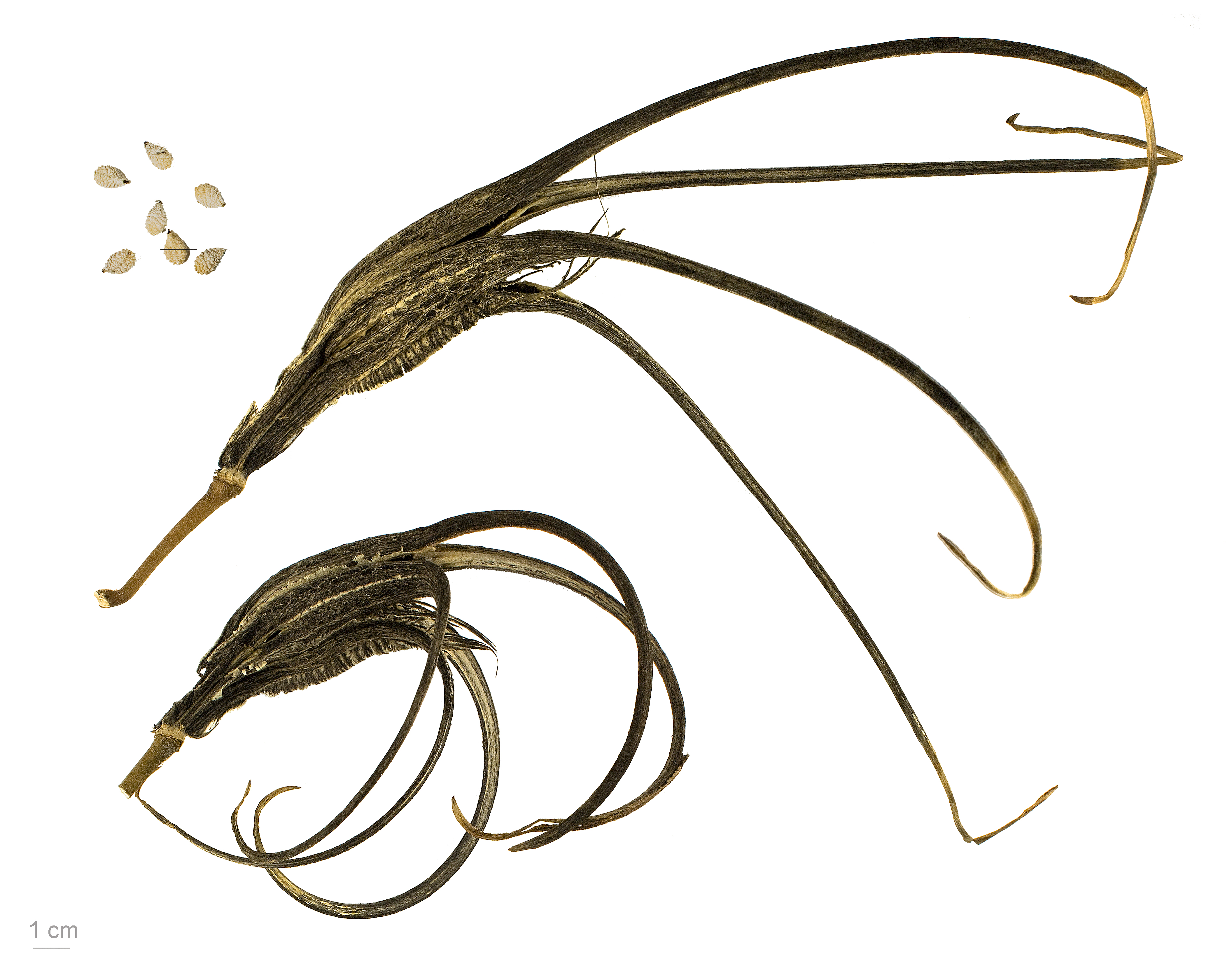
Proboscidea parviflora var. hohokamiana - fruta - MHNT

Proboscidea (planta) é um género botânico pertencente à família Martyniaceae.

## Espécies
Composto por 22 espécies:
Proboscidea althaeifolia Proboscidea arenaria Proboscidea botterii
Proboscidea confusa Proboscidea cordifolia Proboscidea crassibracteata
Proboscidea diversifolia Proboscidea fallax Proboscidea fragrans
Proboscidea gracillima Proboscidea jussieui Proboscidea louisiana
Proboscidea louisianica Proboscidea lutea Proboscidea parviflora
Proboscidea peruviana Proboscidea sabulosa Proboscidea sinaloensis
Proboscidea spicata Proboscidea triloba Proboscidea unibracteata
Proboscidea violacea